# T Pegasi
T Pegasi är en pulserande variabel av Mira Ceti-typ i stjärnbilden Pegasus. 
Stjärnan varierar mellan magnitud +8,4 och 15,4 med en period av 379,4 dygn.